# Ян Цзюн
Ян Цзюн (кит. трад. 楊炯, упр. 杨炯, пиньинь Yáng Jiǒng; 650—695) — китайский поэт времён династии Тан. Один из Четырёх столпов. Известен своими восемью сохранившимися фу.

## Биография
Ян Цзюн родился в Хуаине, современная провинция Шэньси. Был вундеркиндом, сдал специальные экзамены для мальчиков и получил в 659 году официальное назначение в престижный колледж Хунвэн в девятилетнем возрасте. В отличие от других «столпов», провёл большую часть жизни на императорской службе в столице Чанъани. Позднее служил магистратом области Инчуань, где был известен как Ян Инчуань (кит. 楊盈川, пиньинь Yáng Yíngchuān). Единственный из «столпов», умерший при непримечательных обстоятельствах на службе.

## Творчество
Официальные библиографии: Книга Тан и Новая книга Тан упоминают 30 свитков работ Ян Цзюна, но Каталог Чунвэн Севернуй Сун говорит только о 20-ти.
Считается, что ши ему не очень удавались, и лучшими его произведениями являются восемь сохранившихся фу, особенно «Обволакивающие небеса», «Звезда старика» и «Улламбана».
Написал влиятельное предисловие к собранию сочинений Вана Бо, в котором критикует излишнюю формальность придворной поэзии предыдущего поколения и восхваляет стиль Ванга Бо и Лу Чжаолиня.

В походе

Пламя сигналов над западною столицей.

Сразу на сердце, конечно, от низ тревога.

Знак полководца выносим из Врат Дворцовых.

Латников конных ставим вкруг Стен Дракона.

В темени вьюжной узоры знамён поблёкли.

В ветре всё время слышен бой барабанов…

Всё же в походе командовать просто сотней

Лучше, чем дома сидеть одному за книгой!

— Перевод Л. Эйдлина